# Bùi Thanh Liêm
Bùi Thanh Liêm (Hanoi, 1949. június 30. – 1981. szeptember 26.) vietnámi pilóta, kiképzett űrhajós.

## Életpálya
Repülőtisztként szolgált a hadseregben, MIG–21-es sugárhajtású vadászrepülőgéppel repült. Aktívan részt vett az amerikaiak elleni harci feladatokban. 1979. április 1-jétől részesült űrhajóskiképzésben. 1978-ban a Jurij Gagarin Katonai Akadémián repülőmérnöki diplomát szerzett. Űrhajós pályafutását 1980. július 31-én fejezte be. Szolgálatteljesítés közben lelőtték repülőgépét Észak-Vietnám partja mellett.

## Űrrepülések
A Szojuz–37 űrrepülés volt a hatodik Interkozmosz küldetés a Szaljut–6 űrállomásra. Kiválasztott társának Phạm Tuân lehetett a tartalék űrhajósa. Űrhajós társa Valerij Fjodorovics Bikovszkij volt.